# Playback (album)
Playback – debiutancki album zespołu SSQ, wydany w 1993 roku przez wytwórnie Enigma Records i EMI America Records

## Lista utworów
- „Synthicide” – 3:36
- „Jet Town” – 3:40
- „Big Electronic Beat” – 3:30
- „Clockwork” – 5:28
- „Screaming In My Pillow” – 4:19
- „Anonymous” – 3:54
- „Walkman On” – 3:40
- „N’Importe Quoi” – 2:56

Utwory „Big Electronic Beat” i „Clockword” zostały użyte w filmie Laski (ang. Hardbodies) z 1984 roku, „Anonymous” w filmie Cavegirl z 1985 roku, a „Synthicide” w obu tych filmach.